# Zamek w Menars
Zamek w Menars (fr. Château de Menars) – zamek w miejscowości Menars we Francji położony w departamencie Loir-et-Cher. Zaliczany do zamków nad Loarą.

## Historia
Oryginalnie zamek został zbudowany ok. 1646 roku przez Wilhelma Charrona skarbnika wojny Ludwika XIII. Rozbudowany został po roku 1760, kiedy stał się własnością Madame Pompadour.